# リレーションシップ・マーケティング
リレーションシップ・マーケティング（英語: relationship marketing）は、1990年代に発展したマーケティングの一手法である。

## 概要
企業と顧客との間に築かれる関係性に着目し、顧客との継続的で長期な取引関係の構築と維持を目指して展開されるマーケティングである。
1980年代に提唱され、1990年代以降、学術的研究において大きく発展した。
1983年にL.L.Berryが最初に提唱したとされる。
日本では、「関係性マーケティング」と訳し、使用する一部の学派があるが、一般的には「リレーションシップ・マーケティング」が多く使用されている。
北欧および英国のビジネス・マーケティングの研究者のグループであるIMP（Industrial Marketing and Purchasing Group）や北欧学派（Nordic School）では、リレーションシップとネットワークについての研究が続けられている。代表的な学者にエバート・グメソン（Evert Gummesson）やクリスチャン・グレンルースなどがいる。

## 発展背景
＊従来のマーケティングはアメリカ合衆国の広大な国土と多数の人口を暗に前提としていたのに対して、北欧のマーケティング研究者が、限られた国土と人口を自覚し、新規の顧客獲得よりも既存顧客との関係を深耕し、市場機会を見出す見方を提唱し、多くの国々でもこの認識が、人口の成長の止まった先進国の研究者間で支持されるに至った。
- 新規顧客の創造と同時に、既存顧客を維持することの重要性が高まり、かつ情報技術利用の容易化・低廉化によって顧客管理が企業によって可能となったこと。
- 経済低成長時代においては新規顧客の発見・獲得が困難、あるいはコストのかかることとなったため、既存顧客をリピーターとして維持したり、他のマーケティング提案をその顧客に行うことが、マーケティング活動として効果的・効率的となったこと。

## 領域
- ビジネス・マーケティング（⇔ アカデミック・マーケティング）
- サービス・マーケティング
- w:Relationship marketing

## 研究文献
- 和田充夫（1998）『関係性マーケティングの構図：マーケティング・アズ・コミュニケーション』有斐閣。
- 和田充夫（1999）『関係性マーケティングと演劇消費 : 熱烈ファンの創造と維持の構図』ダイヤモンド社。
- 南知恵子（2005）『リレーションシップ・マーケティング』千倉書房。
- E.グメソン／若林靖永・太田真治・崔容熏・藤岡章子[訳]（2007）『リレーションシップ・マーケティング：ビジネスの発想を変える30の関係性』中央経済社。（原著："Total relationship marketing"２版の翻訳書）